# Paimpont
Paimpont é uma comuna francesa na região administrativa da Bretanha, no departamento Ille-et-Vilaine. Estende-se por uma área de 106,54 km². Em 2010 a comuna tinha 1 794 habitantes (densidade: 16,8 hab./km²).